# Джейсон Лойтвілер
Джейсон Лойтвілер (нім. Jayson Leutwiler, нар. 25 квітня 1989, Невшатель) — канадський та швейцарський футболіст, воротар клубу «Шрусбері Таун» та національної збірної Канади.

## Клубна кар'єра

### «Базель» і оренди
Лойтвілер розпочав грати у футбол в юнацькому клубі клубом в Cornaux. У 2002 році він переїхав до молодіжної системи «Ксамакса» і залишався там до 2005 року, після чого грав у командах U-18 і U-21 клубу «Базель». Програючи конкуренцію Янну Зоммеру, Лойтвілер був відправлений в оренду в клуб «Конкордія Базель» в липні 2007 року, однак на дорослому рівні за клуб так і не дебютував, повернувшись в кінці року в «Базель», де отримав позицію третього воротаря у першій команді.
Протягом двох наступних сезонів Джейсон був у заявці першої команди, але виступав виключно в резервній команді, після чого був відданий в оренду в «Івердон Спорт» на сезон 2009/10, де і дебютував на дорослому рівні, будучи основним воротарем клубу і зігравши 30 матчів у другому швейцарському дивізіоні. У наступному сезоні він був відданий в оренду в «Волен», але тут він не зміг утримати першу позицію голкіпера, тому того ж року повернувся в «Базель».
У другій половині сезону 2010/11 і в першій половині сезону 2011/12 він знову грав за другу команду «Базеля». 27 січня 2012 року перейшов на правах оренди в клуб третього швейцарського дивізіону «Шаффгаузен», де і грав до кінця сезону.

### «Мідлсбро»
14 серпня 2012 року Лойтвілер приєднався до англійського «Мідлсбро». Він дебютував за клуб 25 вересня в матчі третього раунду Кубка Ліги проти клубу «Престон Норт-Енд» (3:1). Це була його єдина поява на полі в цьому сезоні; крім того лишався на заміні в 42 матчах Чемпіоншипу, 3 матчах Кубка Англії та 2 матчах Кубка Ліги.

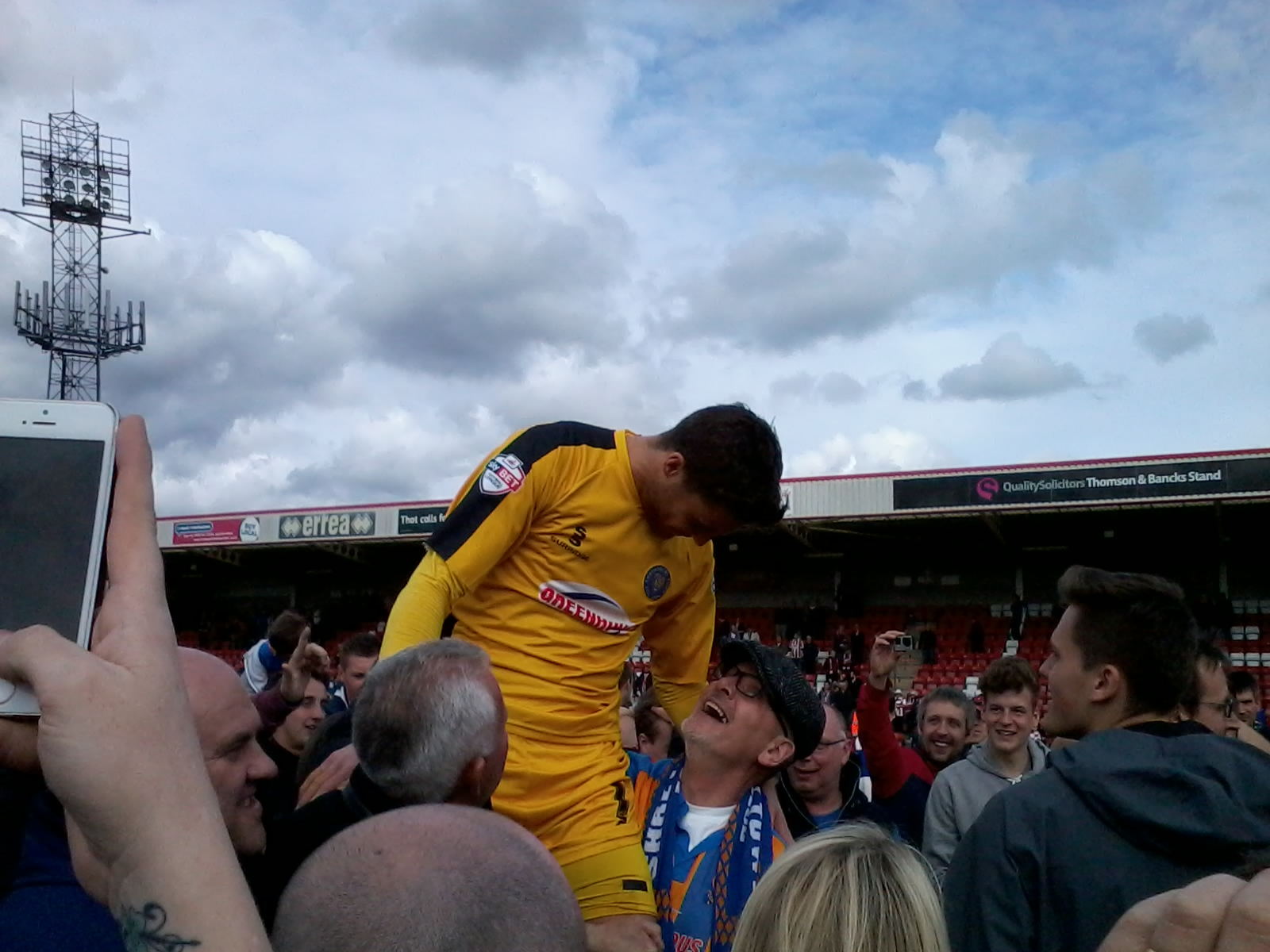
Лойтвілер з фанатами «Шрусбері Таун» святкує вихід команди у до Першої ліги. 25 квітня 2015 року.

Дебютував за клуб у чемпіонаті Лойтвілер 10 серпня 2013 в матчі проти «Чарльтона» (1:0), замінивши на 78 хвилині основного воротаря клубу Джейсона Стіла, що отримав травму незабаром після того як Лукаш Юткевич забив єдиний гол у грі. Через тиждень Стіл все ще відновлювався від травми і Джейсон провів свій перший матч у чемпіонаті в старті вдома проти «Блекпула» (1:1). Третій і останній матч в сезоні у чемпіонаті Лойтвілер провів 23 листопада в матчі проти «Лідс Юнайтед» (1:2), в якому на останній хвилині першої половини гри Стіл за рахунку 0:1 був вилучений і Лойтвілер відіграв увесь другий тайм, пропустивши один гол.

### «Шрусбері Таун»
11 червня 2014 року на правах вільного агента підписав контракт з клубом «Шрусбері Таун» із Другої англійської ліги, четвертого за рівнем дивізіону країни. Тут Лойтвілер відразу став основним воротарем, зберігаючи ворота «сухими» в кожному з перших трьох раундів Кубка Ліги. До лютого 2015 року Лойтвілер провів більше сухих матчів, ніж будь-який воротар в Європі — 20 в 39 матчах. А за підсумками сезону Джейсон побив клубний рекорд за кількістю сухих матчів у чемпіонаті — 22, і допоміг команді вийти до Першої ліги.
У наступному сезоні Лойтвілер продовжував бути основним воротарем клубу, поки травма спини не виключила його з заявки на домашній матчу проти «Блекпула» в вересні 2015 року, завершивши серію з 54 послідовних матчів в футбольній лізі. Після відновлення Лойтвілер знову став основним воротарем і допоміг «Шрусбері» уникнути вильоту, після чого у червні 2016 року підписав новий контракт з клубом до літа 2018 року. Наразі встиг відіграти за команду зі Шрусбері 119 матчів в національному чемпіонаті.

## Виступи за збірні
26 квітня 2005 року дебютував у складі юнацької збірної Швейцарії до 16 років у товариському матчі проти однолітків з Чехії (2:1). Згодом виступав за збірні до 18 та 19 років, взявши загалом участь у 5 іграх на юнацькому рівні, пропустивши 3 голи.
Протягом 2008—2009 років залучався до складу молодіжної збірної Швейцарії до 20 років. На молодіжному рівні зіграв у 3 офіційних матчах, пропустив 4 голи. Останній матч провів проти збірної Італії U-20 (1:1) 20 травня 2010 року. Він також викликався до збірної Швейцарії U-21, але залишався на лавці запасних у всіх трьох матчах.
У серпні 2015 року стало відомо, що Лойтвілер має канадське громадянство і має бажання грати за збірну Канаді, якщо Канадська асоціація футболу зацікавиться в ньому. У жовтні 2016 року федерація підтвердила, що Лойтвілер братиме участь у зборах канадської збірної. Дебютував в офіційних матчах у складі національної збірної Канади 11 листопада 2016 року в товариському матчі проти збірної Південної Кореї (0:2), замінивши в перерві Саймона Томаса і зберігши ворота «сухими».
Наступного року у складі збірної був учасником розіграшу Золотого кубка КОНКАКАФ 2017 року у США.
Наразі провів у формі головної команди країни 2 матчі.